# Yichun, Yichun
Yichun är ett stadsdistrikt och säte för stadsfullmäktige i Yichun i Heilongjiang-provinsen i nordöstra Kina.